# Opel 6
L'Opel 6, également appelée Opel 2 L, était une voiture de tourisme d'Opel équipée d'un moteur six cylindres en ligne refroidi par eau. De 1934 à juin 1937, 52 594 unités de la familiale routière allemande la plus vendue des années 1930 furent fabriqués à Rüsselsheim am Main. La successeur, la Super 6, introduite en février 1937, reçut un nouveau moteur six cylindres à soupapes en tête.
En janvier 1934, l'Opel 6 a été présentée en tant que successeur de l'Opel 1,8 L et en même temps que son petit modèle sœur, l'Opel 1,3 L. Les véhicules, développés aux États-Unis en collaboration avec la société mère d'Opel, General Motors, avaient une carrosserie profilée sur le nouveau châssis caisson résistant à la torsion grâce à une traverse et un coffre accessible depuis l'extérieur.
Le moteur à soupapes latérales de l'Opel 6, par ailleurs identique à celui de sa prédécesseur, avait un alésage plus grand de 2,5 mm (67,5 mm) mais la même course de 90 mm, il avait donc une cylindrée de 1 932 cm³. La puissance était de 36 ch/26,5 kW à 3 300 tr/min (32 ch/23,5 kW à 3 200 tr/min pour la 1,8 L précédente). Le couple maximal de 105 Nm était atteint à 1 200 tr/min.
Les frein à tambour sur les quatre roues auparavant actionnés par câble étaient désormais à commande hydraulique. L'essieu rigide avant a également cédé la place à une suspension indépendante avec genoux à ressorts Dubonnet. Comme auparavant, un essieu rigide avec ressorts à lames longitudinaux a été installé à l'arrière, désormais équipé d'amortisseurs hydrauliques. La suspension avant, associée à l'essieu rigide arrière, était appelée «suspension synchrone» par Opel et était confortablement réglée pour cette époque.
L'Opel 6 atteint une vitesse de pointe de 100 km/h. Sa consommation de carburant était de 12 à 13 litres aux 100 kilomètres.
La voiture était disponible en berline deux ou quatre portes, en cabriolet deux portes et en landaulet quatre portes.

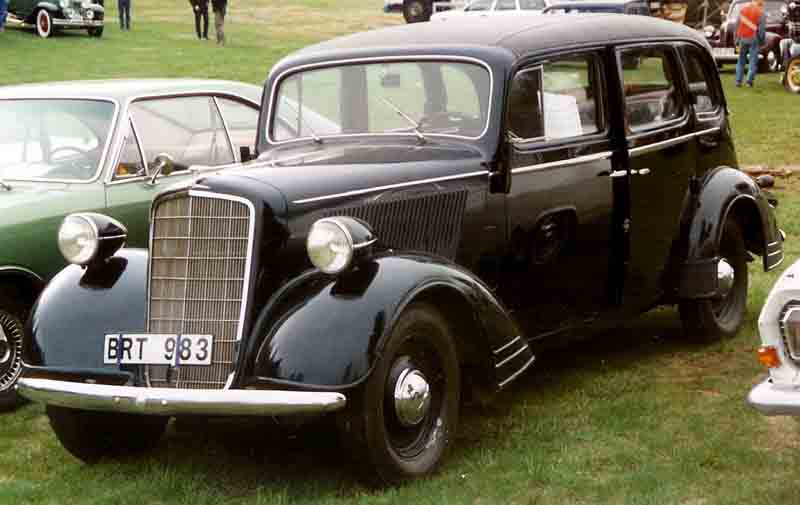
Opel 6 Pullman (1936)

D'août 1934 à octobre 1936, Opel a spécifiquement proposé, pour l'industrie du taxi, un modèle sous la forme d'une limousine Pullman à six places avec un empattement allongé. La version longue, conçue pour concurrencer la Mercedes 200 à succès, a été vendue 2 050 fois. Avec le même empattement de 3 050 mm, la Mercedes six places de 40 ch était environ trente pour cent plus chère à 6 550 Reichsmark que l'Opel 6 Pullman de 36 ch, disponible pour 5 000 Reichsmark. Ces prix correspondent aujourd'hui respectivement à environ 34 800 et 26 600 euros.
Successeur de l'Opel 6, l'Opel Super 6 à quatre places, proposée à partir de début 1937, possédait en grande partie la même technologie de châssis, une transmission à trois vitesses avec deuxième et troisième vitesses synchronisées (quatre vitesses sans synchronisation pour l'Opel 6) et le moteur six cylindres OHV de 2,5 litres nouvellement conçu chez Opel avec commande de soupapes et 55 ch.